# 에코링크

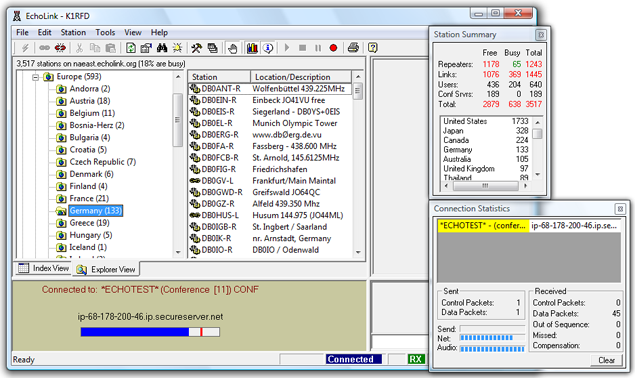
윈도우 비스타에서의 에코링크 실행화면

에코링크(Echolink)는 인터넷을 경유해 아마추어 무선을 할 수 있는 프로그램이다. 미국 햄인 K1RFD Jonathan Taylor가 개발했다. 햄용 핸디무전기는 서울시 전역에도 교신할 수 없는데, 에코링크는 인터넷의 음성대화기능을 이용해 전 세계의 햄들과 교신을 할 수 있게 한다.
2010년 2월에는 애플 아이폰용 에코링크가 앱스토어에 올라왔다.

## 합법성 논란
한국에서는 햄이 유선 네트워크를 이용할 수 있는가에 대해 합법성 논란이 있다.
<아마추어국은 무선설비에 유·무선 접속장치를 접속하여 비상·재난구조를 위한 중계통신을 할 수 있다.>라는 조항을 과기부에서
비상상황에만 사용할 수 있다고 유권해석을 했기 때문이다. 그리고 현재 전 세계에서 많이들 사용하고 있으며 국내에서도 잘 쓰고 있다.

## 같이 보기
- D-STAR